# James Pettit Andrews
James Pettit Andrews (Shaw House, Berkshire, 1737— Londres, 6 de agosto de 1797) foi um historiador e antiquário inglês.

## Biografia
Andrews foi o filho mais novo de Joseph Andrews de Shaw House, perto de Newbury, em Berkshire. Foi educado privadamente, e se formou em Direito. Foi um dos magistrados no tribunal de polícia em Queen Square, Westminster, de 1792 até sua morte.
Andrews mandou construir a mansão Strawberry Hill Gothic de Donnington Grove, perto da casa da família, em 1763. Desenvolveu o gosto pela literatura, e suas variadas obras incluem: The Savages of Europe (Londres, 1764), a sátira sobre os ingleses, que ele traduziu do francês, e Anecdotes Ancient and Modern (Londres, 1789), uma coleção divertida de fofocas.
Seu trabalho principal foi uma History of Great Britain connected with the Chronology of Europe from Caesar's Invasion to Accession of Edward VI, em 2 volumes (Londres, 1794-1795). Seu projeto é um pouco singular, onde uma porção da história da Inglaterra é dada em uma página, e um esboço geral da história contemporânea da Europa na página oposta. Escreveu também uma History of Great Britain from Death of Henry VIII to Accession of James VI of Scotland – uma continuação da History of Great Britain de Robert Henry, que se encerra com a morte de Henrique VIII – publicada em 1796 e novamente em 1806.
Andrews morreu em Brompton, Londres e foi sepultado na igreja de Hampstead. Foi casado com Anne, filha de Thomas Penrose, reitor de igreja de São Nicolau, Newbury.